# يعتقد (رواية)
يعتقد (بالإنجليزية: Thinks)‏ هي رواية للكاتب البريطاني ديفيد لودج، نشرت عام 2001، عن دار نشر سيكر آند واربرغ.